# カール・セーデルストレム

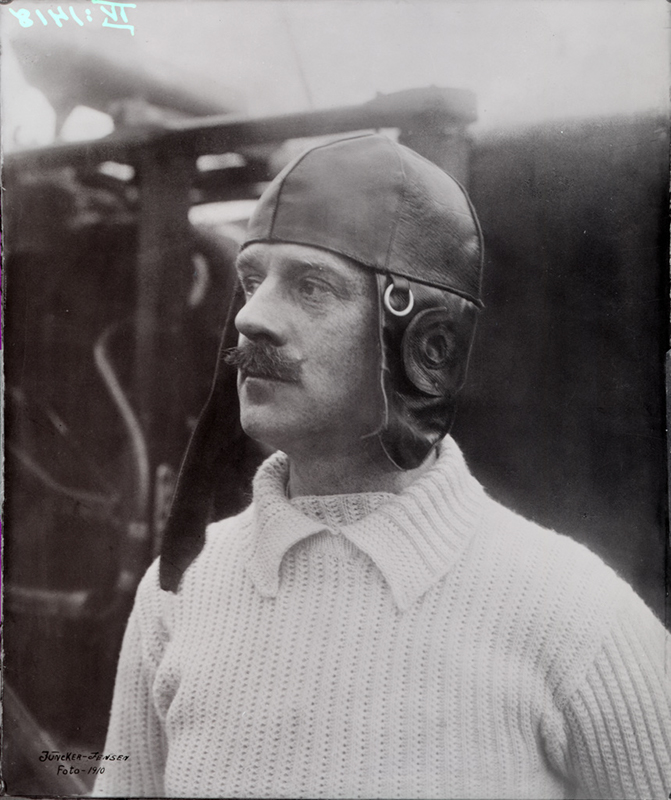
Carl Cederström, 1910

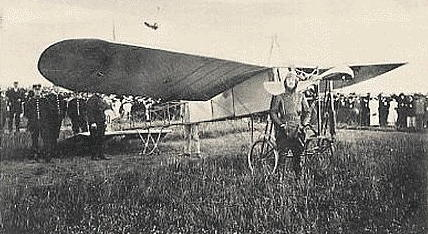
Carl Cederström, 1911

カール・セーデルストレム（Carl Cederström、1867年3月5日 - 1918年6月28日）は、スウェーデンのパイロットである。1910年5月、スウェーデン人として最初のパイロット・ライセンスを取得した。

## 生涯
ストックホルムの貴族の家に生まれた。俳優になりたかったが、父親は許さずAlnarp農業大学に入学させ、1890年に卒業した。アメリカに渡り芸人や歌手として過ごすが1890年代の終わりにスウェーデンに戻った。父親の農園の仕事についたが、その仕事に飽きて、1907年にスウェーデン最初の自動車ディーラーを設立した。その頃航空に興味を持ち、1910年の春、パリに赴き、ブレリオのもとで操縦を学び、5月に卒業しスウェーデン人として、最初の飛行免許を取得した。1910年8月24日にエーレ海峡の横断飛行には失敗したが、1910年末にスウェーデンのLadugårdsgärdetで大観衆の前でデモ飛行した。1911年に Ladugårdsgärdetで開かれた飛行大会に参加し、1913年に飛行学校Skandinaviska Aviatik AB を設立した。1916年末、飛行機を製作する Nordiska Aviatik AB.を設立した。
1918年6月28日に、彼の訓練したパイロット Carl Gustaf Krokstedtとともに、フィンランドへの飛行の途中、オーランド海に墜落して死亡した。
2010年8月、セーデルストレムによるスウェーデン最初の飛行を記念して、セーデルストレムが使用したブレリオ XIと同じモデルが復元されて飛行した。

## 参考資料
1. ↑  http://www.earlyaviators.com/ecederst.htm